# Museo Salvatore Ferragamo
El museo Salvador Ferragamo es un espacio de exposición dedicado a la historia y a la actividad internacional del diseñador Salvatore Ferragamo. Inaugurado en 1995, el museo se encuentra en la sede histórica de la empresa, el medieval Palacio Spini Feroni, en Florencia. El museo también tiene una colección de zapatos de época de los siglos XVIII y XIX, una colección de vestuario de 1959 en adelante, una colección de bolsos desde 1970 y un gran archivo de documentos.

## El museo
El objetivo del museo es documentar la importante labor creativa de Salvatore Ferragamo en el ámbito de la marroquinería y, en particular, del calzado, y demostrar la relación que siempre ha existido entre la empresa, el arte, el diseño y la indumentaria.
Ampliado en 2006, el museo ocupa el sótano del edificio.
Está dividido en siete salas: las dos primeras están dedicadas a la historia de la casa Ferragamo y a su creatividad: en ellas se exhiben en exposiciones bienales -en rotación- más de 14 000 modelos conservados en los archivos del museo. Las otras salas del museo se destinan a exposiciones temporales, como el homenaje que se rindió a Marilyn Monroe en 2012-2013 con motivo del cincuenta aniversario de su muerte: el diseñador florentino creó especialmente para ella modelos "escotados" con tacones de aguja, en muchos colores y materiales.
Para celebrar el 80.º aniversario de la casa de moda, se organizó una exposición sobre los zapatos creados por Ferragamo, seleccionados según el criterio del color, que siempre ha despertado una gran fascinación en el diseñador.

## La colección permanente
La colección de calzado del museo documenta toda la trayectoria de Salvatore Ferragamo, desde su regreso a Italia en 1927 hasta 1960, año de su muerte, poniendo de relieve la capacidad técnica y artística de Salvatore, que a través de su elección de colores, sus imaginativos modelos y su experimentación con los materiales fue capaz de realizar una contribución fundamental al desarrollo y la afirmación del Made in Italy (Hecho en Italia).
Está compuesta de modelos que demuestran la relación de Salvatore Ferragamo con los artistas de la época, como el pintor futurista Lucio Venna, autor de algunos bocetos publicitarios y de la famosa marca de calzado Ferragamo; otros demuestran la continua búsqueda del ajuste perfecto y la invención de construcciones particulares y el uso de materiales, de la célebre "cuña" de corcho, patentada en 1936 e inmediatamente copiada en todo el mundo, a las capelladas de rafia o celofán, el papel para los caramelos, adoptado durante la Segunda Guerra Mundial. También hay zapatos famosos por haber sido creados para estrellas de Hollywood, como Marilyn Monroe, Greta Garbo y Audrey Hepburn.
La colección también se enriquece con la producción de calzado tras la muerte de Salvatore Ferragamo hasta la actualidad. Cada año, de hecho, algunos modelos representativos de la temporada ingresan a formar parte del archivo Salvatore Ferragamo, del que se nutre el museo para sus exposiciones.
También hay una colección de dibujos, formas de madera, documentos y fotografías relacionadas con las creaciones del artista.

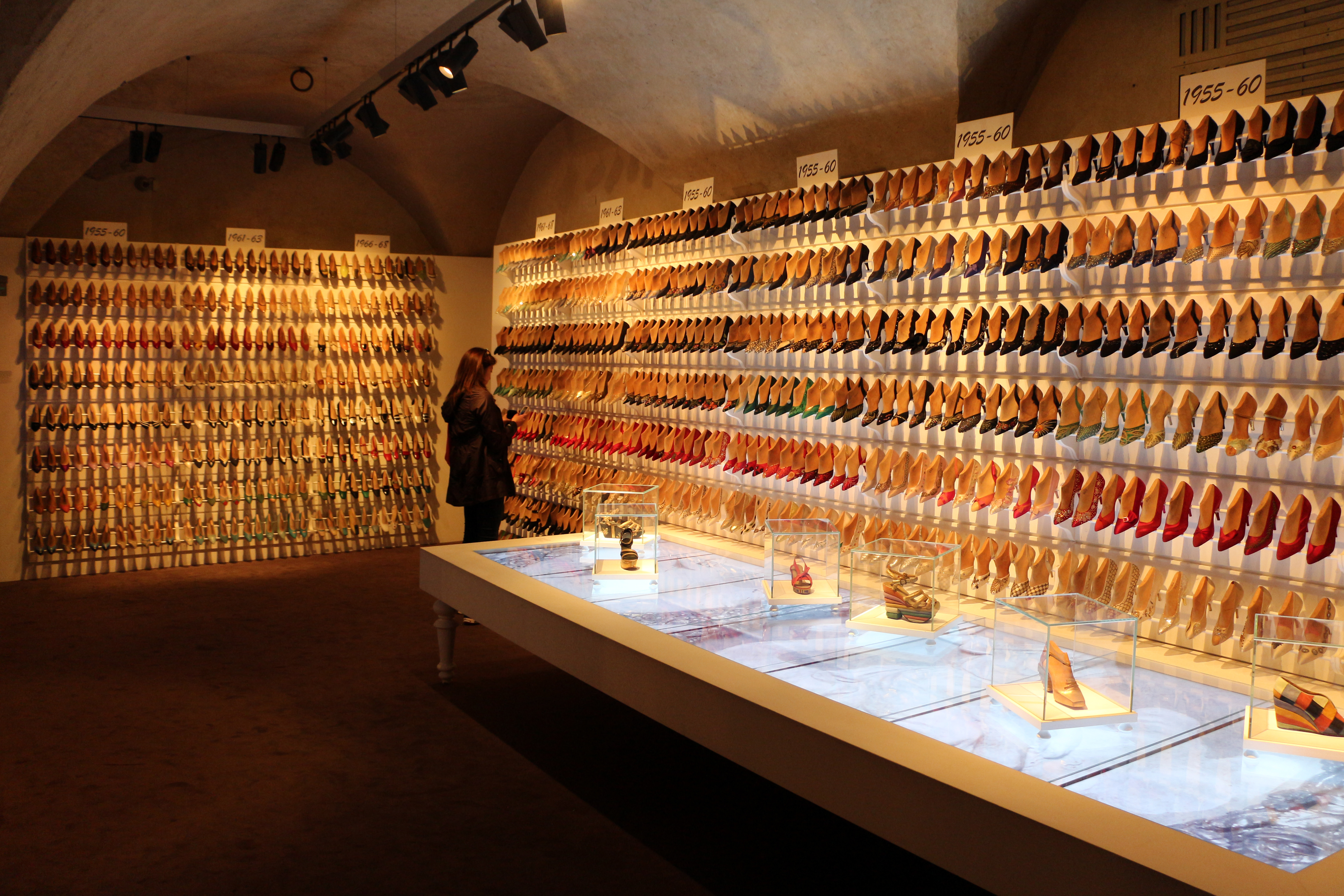
Muestras históricas de calzado femenino
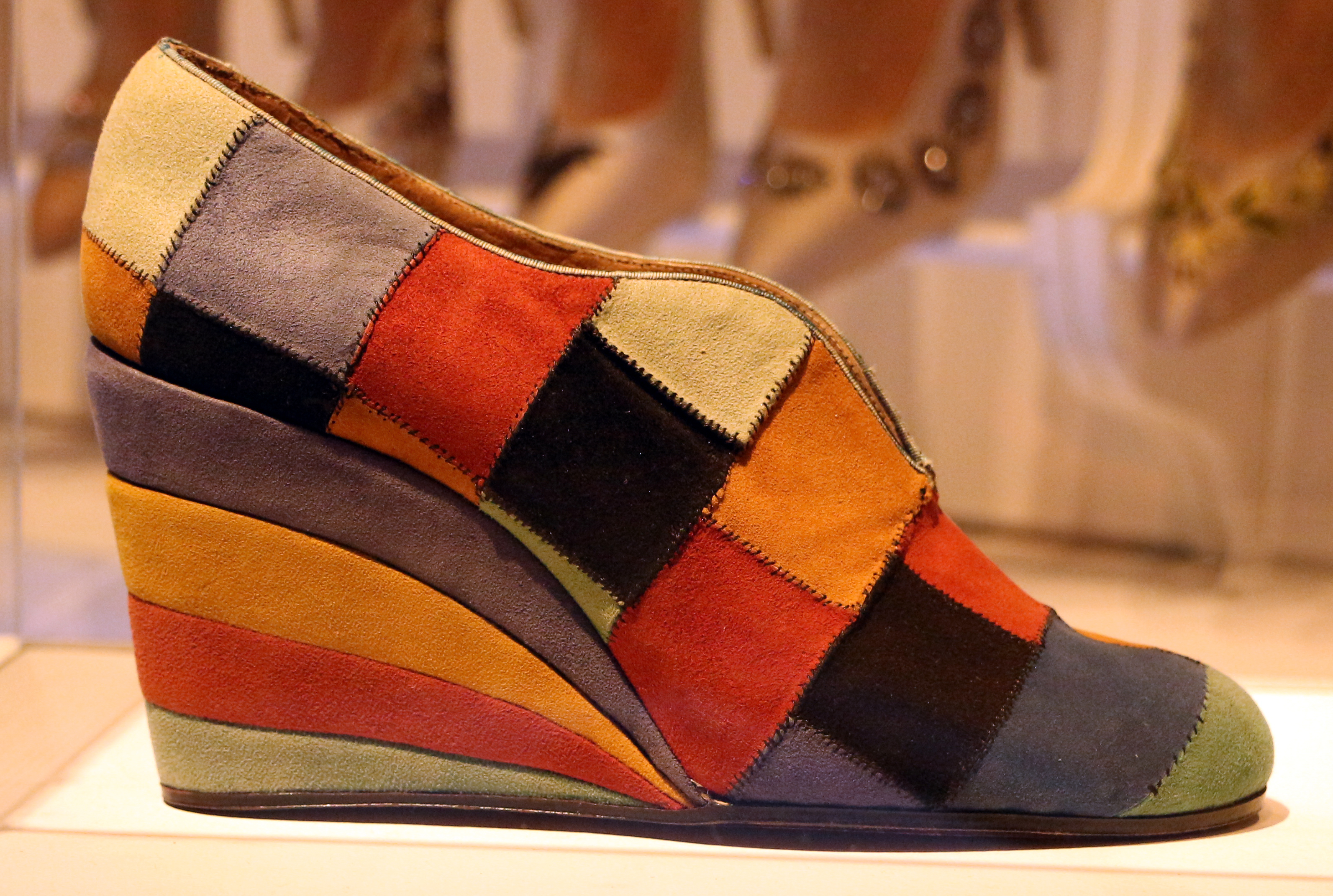
Salvatore Ferragamo, sandalia de 1942
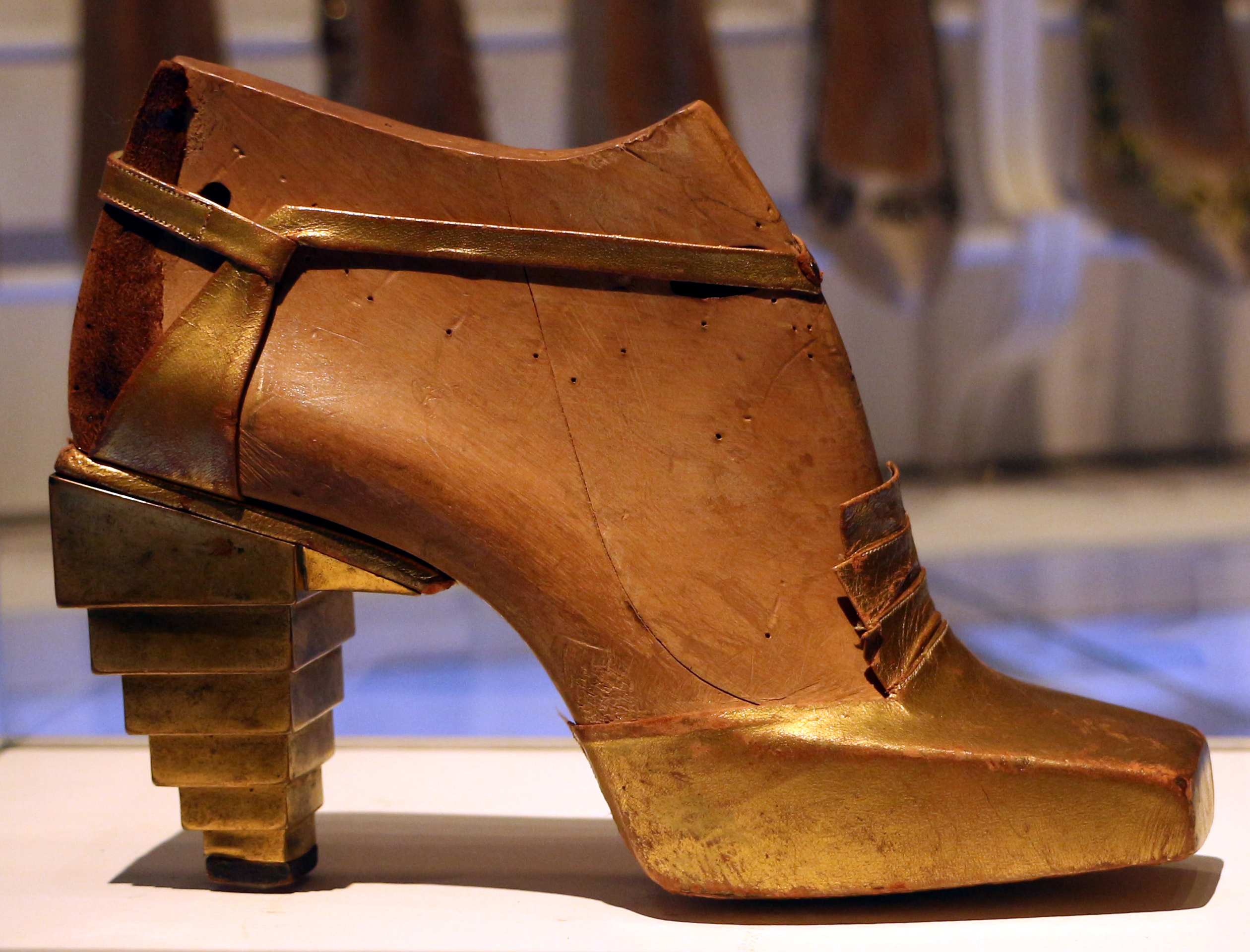
Salvatore Ferragamo, modelo de sandalia inspirada en Egipto, 1930
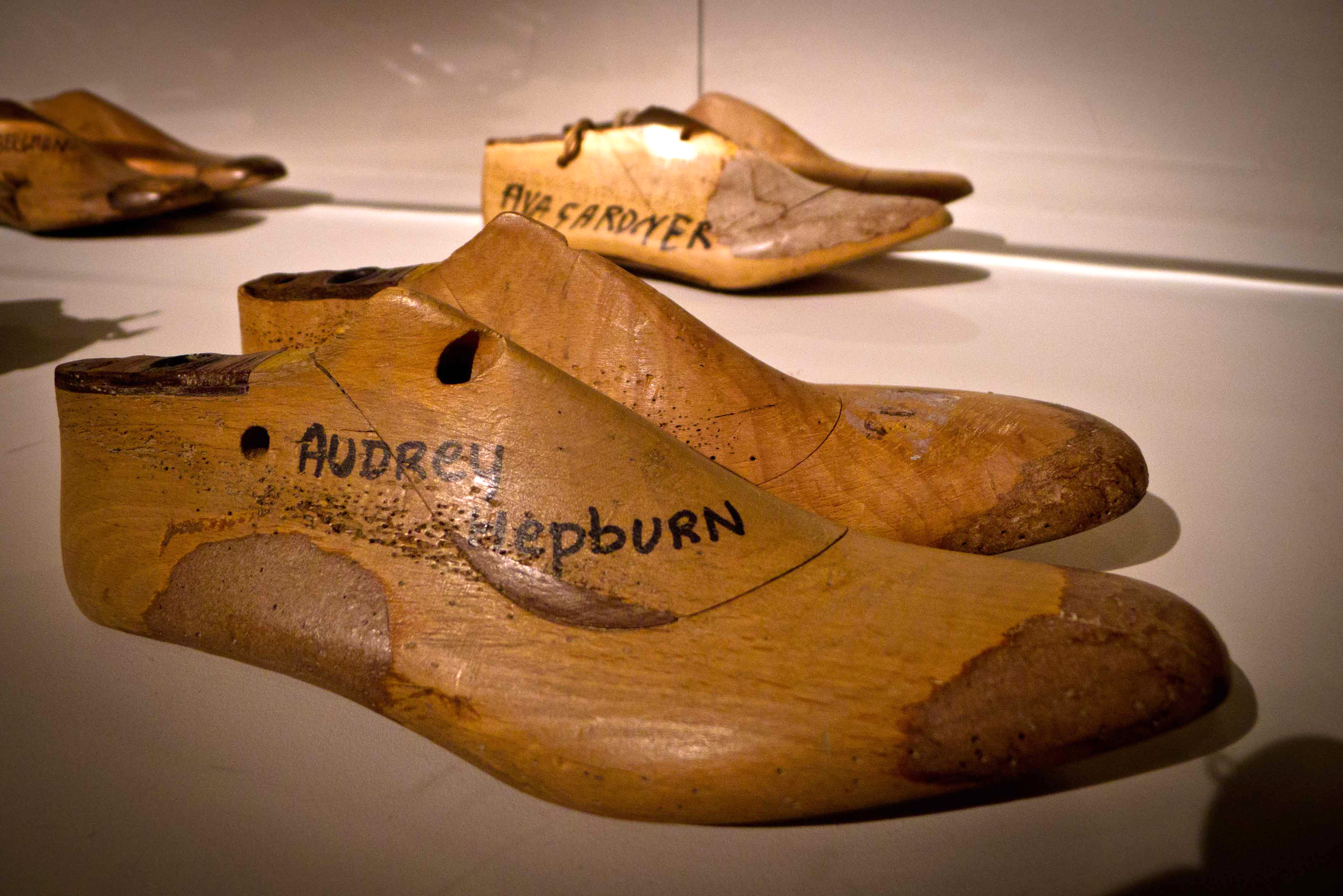
Formas de madera para divas de Hollywood
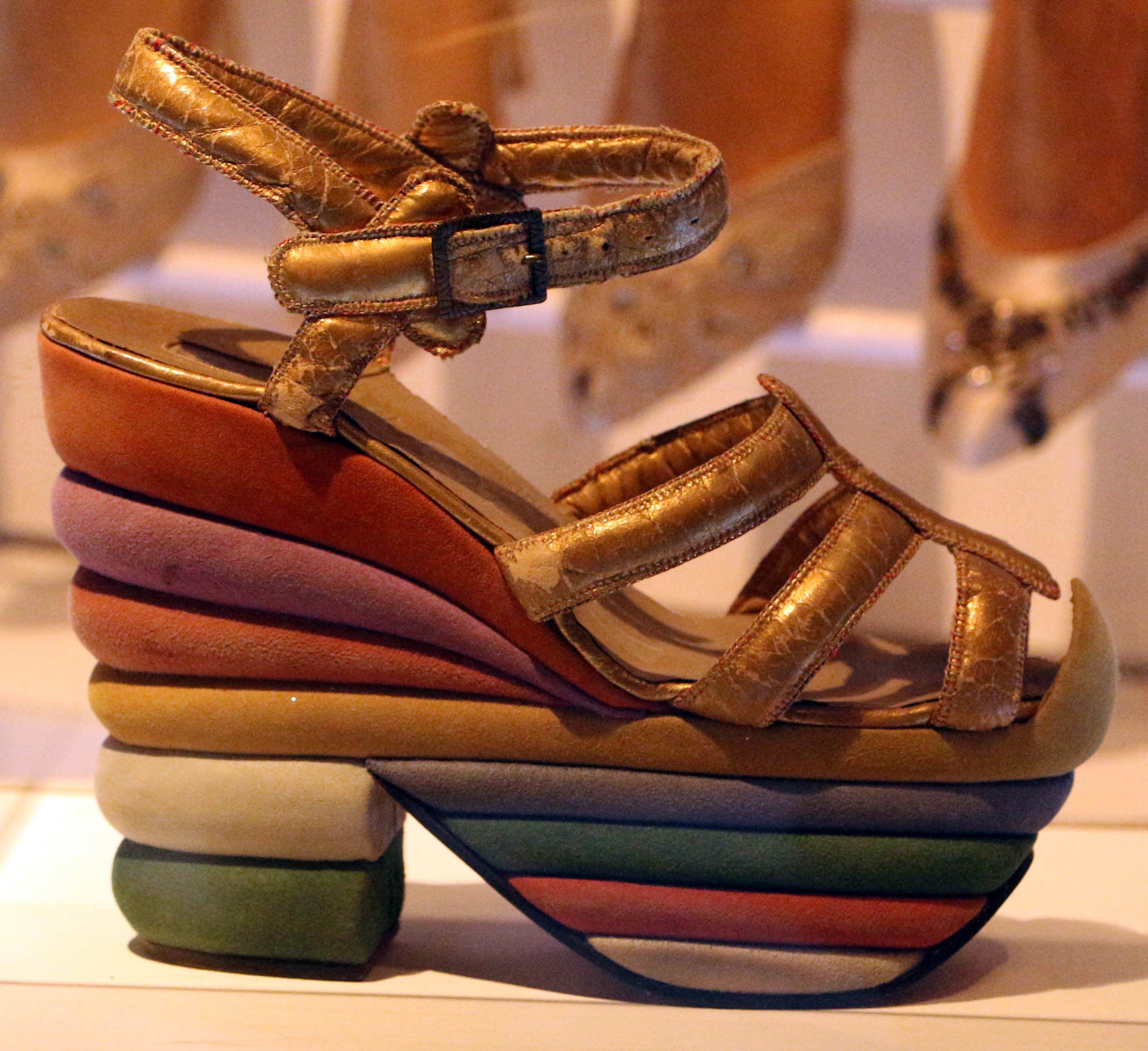
Modelo de sandalia tipo “cuña” (zapatos de plataforma) credo en 1938 para Judy Garland

## Exposiciones
En 2004 se celebró una exposición centrada en las patentes y marcas de Salvatore Ferragamo, desde que regresó a Italia desde Estados Unidos en 1927 hasta su muerte en 1960.